# Betulau
Betulau ist ein osttimoresischer Ort und Suco im Verwaltungsamt Lequidoe (Gemeinde Aileu).

## Geographie
Betulau liegt im Südwesten des Verwaltungsamts Lequidoe. Östlich liegt der Suco Bereleu und nördlich der Suco Acubilitoho. Im Westen grenzt Betulau an das Verwaltungsamt Aileu mit seinem Suco Lausi und im Süden an das zur Gemeinde Ainaro gehörende Verwaltungsamt Maubisse mit seinem Suco Maulau. Die Südgrenze Betulaus folgt dem Daisoli. Die Nordgrenze bildete ursprünglich der Fluss Manufonihun, der später an der Ostgrenze Manufonibun heißt.  Beide Flüsse gehören zum System des Nördlichen Laclós. Mit der Gebietsreform 2015 kam zu Betulau das Gebiet der heutigen Aldeia Lebutun, das nördlich des Manufonihuns liegt. Die beiden anderen Aldeias des Sucos sind Naumata und Sarabere. Betulau hat eine Fläche von 8,46 km².
Größere Straßen zur Anbindung an die Außenwelt fehlen. So mussten für die Parlamentswahlen in Osttimor 2007 die Wahlurnen zum Wahllokal im Sitz des Sucos mit Trägern und Pferden gebracht und wieder abgeholt werden. Zu den Ortschaften Sarabere (Sara Bere), Naumata, Lebutun und Cleta im Norden des Sucos führen einfache Pisten aus Acubilitoho. In Naumata und Lebutun befindet sich jeweils eine Grundschule.

## Einwohner
In Betulau leben 755 Einwohner (2022), davon sind 403 Männer und 352 Frauen. Im Suco gibt es 156 Haushalte. Über 97 % der Einwohner geben Mambai als ihre Muttersprache an. Die restliche Bevölkerung spricht Tetum Prasa.

## Politik
Bei den Wahlen von 2004/2005 wurde Vicente Mendonça zum Chefe de Suco gewählt. Bei den Wahlen 2009 gewann Abril Mendonça und wurde 2016 bestätigt.